# Сінан Оган
Сінан Оган (нар. 1 вересня 1967, Игдир; тур. Sinan Oğan) — турецький політик, депутат Великих національних зборів Туреччини від ультраправої Партії націоналістичного руху з 2011 року. Був кандидатом у президенти від альянсу ATA на президентських виборах у Туреччині 2023 року, які завершилися другим туром. Він посів третє місце, його назвали потенційним царетворцем. Він продовжив підтримувати кандидата від Народного альянсу Реджепа Тайїпа Ердогана, який згодом був обраний президентом у другому турі виборів.

## Молодість і освіта
Народився 1 вересня 1967 року в Игдирі, Туреччина, в родині азербайджанців. У 1989 році закінчив факультет менеджменту Університету Мармара. 
З 1993 по 2000 рік працював заступником декана Азербайджанського державного економічного університету.
З 1994 по 1998 рік він також працював представником Турецького агентства міжнародного співробітництва та розвитку Міністерства закордонних справ Туреччини в додатковій місії.

## Професійна кар'єра
У 2000 році повернувся до Туреччини і почав працювати в Центрі євразійських стратегічних досліджень кавказького регіону. Він заснував Центр міжнародних відносин та стратегічного аналізу «Türksam».
Написав книги «Азербайджан», опубліковану видавництвом Turkic World Research Foundation Publications у 1992 році, «Політика та олігархія», опубліковану в Росії 2003 року, та «Помаранчеві революції», опубліковану 2006 року. Він також опублікував понад 500 оглядових та аналізаційних статей.
У 2009 році отримав ступінь доктора філософії з міжнародних відносин і політології в Московському державному інституті міжнародних відносин.

## Політична кар'єра
Був обраний депутатом Ігдира від Партії націоналістичного руху на загальних виборах в Туреччині у 2011 році. Оган був членом парламентських груп з турецько-албанських та турецько-нігерських міжнародних відносин, а також генеральним секретарем парламентської групи міжнародних відносин з Азербайджаном.
Був виключений з Партії націоналістичного руху 26 серпня 2015 року, але виграв судовий процес і повернувся до партії, але 2 листопада 2015 року його знову виключили. Та у 2016 році він знову став членом партії.
Оган організував опозицію конституційному референдуму в Туреччині 2017 року, що призвело до його остаточного виключення з Партії націоналістичного руху. До цього він був претендентом на Девлета Бахчелі, лідера ПНР, де стався внутрішній розбрат через погані результати партії на загальних виборах у Туреччині в листопаді 2015 року. Оган стверджував, що платформа ПНР була проти «конституційних змін» і виступала проти підтримки референдуму Бахчелі. Після виключення з партії Огана підозрювали в замаху на життя, хоча губернатор провінції Самсун заперечував це твердження.

### Президентські вибори 2023 року

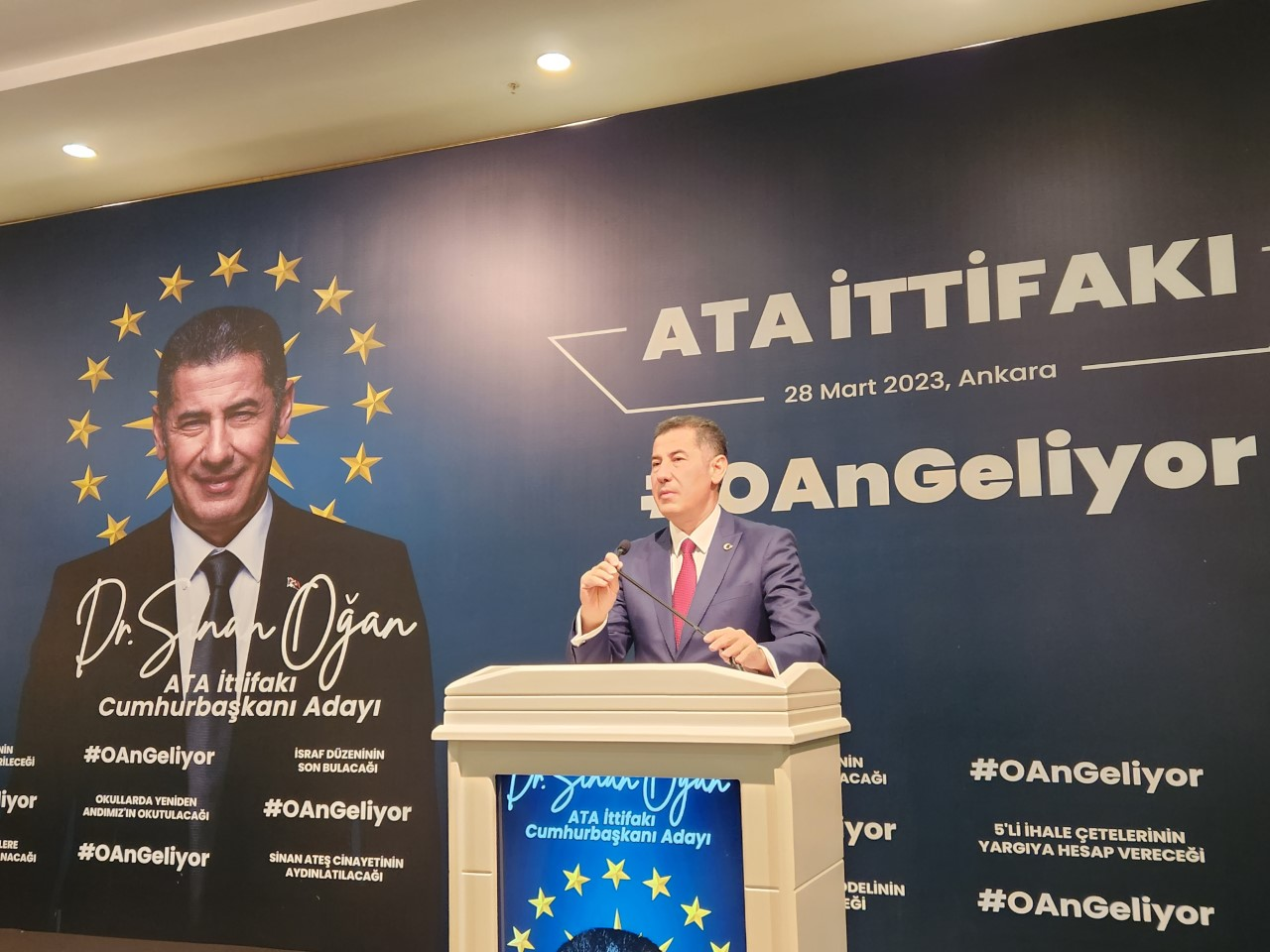
Сінан Оган розпочинає свою кампанію

Він був висунутий кандидатом від Альянсу АТА на президентських виборах у Туреччині 2023 року, зібравши необхідні 100 000 підписів, щоб балотуватися 26 березня 2023 року. Він набрав 5,17% голосів і посів на виборах 3 місце. 22 травня 2023 року Оган заявив, що він підтримає Народний альянс і Реджепа Тайїпа Ердогана у другому турі виборів, посилаючись на занепокоєння щодо «стабільності», які виникають у парламентській більшості Ердогана. За день до цього, лідер Партії справедливості Ведждет Оз оголосив, що Альянс ATA офіційно припинив свою діяльність. Після того, як Ердоган переміг у другому турі, Оган був присутній поруч з Ердоганом під час його промови на балконі.

## Особисте життя
Оган одружений і має двох дітей. Його тесть — Мехмет Екічі обіймав посаду заступника голови Партії націоналістичного руху до 2011 року, коли йому довелося піти з партії через свою участь у скандалі. Крім того, що Оган є носієм турецької мови, він володіє англійською та російською мовами.

## Нагороди та визнання
- 1992 — Премія газети «Milliyet» з соціальних наук;[18]
- 1993 — Академічна нагорода Університету Мармара;[18]
- Нагорода Turkic World Service Award від Асоціації економічних відносин Євразії;[18]
- Почесна нагорода від Федерації культурних асоціацій племені Огуз;
- 2011 — Державна медаль Азербайджану;[19]
- 2011 — «Депутат року» за версією Асоціації працівників телекомунікацій.[20]

## Історія виборів

### Парламентські
| Вибори | Виборчий округ | Партія                        | Голосів | Голосів | Голосів     | Місця | Обраний |
| Вибори | Виборчий округ | Партія                        | #       | %       | Рейтинг     | Місця | Обраний |
| ------ | -------------- | ----------------------------- | ------- | ------- | ----------- | ----- | ------- |
| 2011   | Игдир          | Партія націоналістичного руху | 27,554  | 34,09%  | Перше місце | 1 / 2 | Так     |

### Президентські
| Вибори | Голосів   | %     | Результат   | Мапа |
| ------ | --------- | ----- | ----------- | ---- |
| 2023   | 2,831,208 | 5,17% | Третє місце |      |